# Geert-Jan Derksen
Gerardus Johannes Antonius "Geert-Jan" Derksen (født 2. maj 1975 i Didam) er en hollandsk tidligere roer.
Derksen var med i den hollandske otter ved OL 2000 i Sydney. Hollænderne blev nummer tre i det indledende heat, men blev derpå nummer fire og sidst i opsamlingsheatet. Dermed kom båden i B-finalen, hvor det blev til en andenplads og dermed en samlet ottendeplads i konkurrencen.
Han var også med i otteren, der vandt sølv ved OL 2004 i Athen efter en finale, hvor USA vandt guld mens Australien tog bronzemedaljerne. Resten af den hollandske båd bestod af Matthijs Vellenga, Gijs Vermeulen, Jan-Willem Gabriëls, Daniël Mensch, Gerritjan Eggenkamp, Diederik Simon, Michiel Bartman og styrmand Chun Wei Cheung. Sølvmedaljerne kom i hus, efter at hollænderne var blevet nummer to i sit indledende heat og derpå vandt deres opsamlingsheat. I finalen kom hollænderne langsomt fra start og var blot nummer fem midtvejs, inden de i sidste halvdel af løbet var hurtigst og ved målstregen var lidt over et sekund efter de amerikanske vindere, men mere end halvandet sekund foran australierne på tredjepladsen.

## OL-medaljer
- 2004:  Sølv i otter